# 梅瑟的生平 (波提切利)
《梅瑟的生平》（或摩西的青年时代、摩西的审判）是意大利文艺复兴画家桑德罗·波提切利及其工作室的一幅 湿壁画，绘制于1481年至1482年，位于罗马梵蒂冈宗座宫的西斯汀小堂。
1480年10月27日，佛罗伦萨共和国统治者洛伦佐·德·美第奇与教宗思道四世之间和解，派遣波提切利等佛罗伦萨画家前往罗马效力。1481年春天，这些佛罗伦萨画家开始装饰西斯汀小堂，当时彼得羅·佩魯吉諾已经在那里工作。
在助手的帮助下，波提切利画了三幅画。 1482年2月17日，他的合同更新，加入其他的装饰内容。但是2月20日他父亲去世，于是他回到了佛罗伦萨。
在画面右边，描绘摩西杀死骚扰希伯来人的埃及人，逃往旷野。在中间，摩西与阻止葉特羅的女儿（包括他未来的妻子西坡拉）在坑边给牛喝水的牧羊人战斗，然后为她们取水。在左上角，摩西脱下鞋子，从上帝那里接受使命。在左下角，他带领以色列人从埃及返回应许之地。
摩西在画中总是穿着与众不同的黄色外衣和绿色斗篷。